# Cornut (cognom romà)
Cornut (en llatí: Cornutus) fou un cognom romà emprat per diverses famílies, i particularment per una branca de la gens Sulpícia, els Sulpici Camerí, d'origen patrici. No obstant això, també fou emprat per altres gens.
Es coneixen els personatges següents:
- Gens Sulpícia:
  - Servi Sulpici Camerí Cornut, cònsol el 500 aC
  - Quint Sulpici Camerí Cornut, cònsol el 490 aC, fill de l'anterior
  - Servi Sulpici Camerí Cornut, cònsol el 461 aC, fill de l'anterior
  - Quint Sulpici Camerí Cornut, tribú amb potestat consular el 402 aC, net de l'anterior
- Gens Cecília:
  - Marc Cecili Cornut, seguidor de Sul·la i combatent en la Guerra Social
  - Gai Cecili Cornut, tribú de la plebs el 61 aC i pretor el 57 aC
  - Marc Cecili Cornut, pretor urbà el 43 aC
  - Marc Cecili Cornut, magistrat en temps de Tiberi, se suïcidà l'any 24
- Altres gens:
  - Luci Anneu Cornut, filòsof estoic del segle i
  - Cornut, historiador d'identitat desconeguda
  - Quint Fufici Cornut, cònsol l'any 147
  - Gai Juli Cornut Tertul, cònsol l'any 101
  - Gai Juli Planci Var Cornut, net de l'anterior i descendent, per part de mare, d'Herodes el Gran